# Spjälkaberg
Spjälkaberg är en by som ligger två kilometer väst om Långhed i Ovanåkers kommun.
Namnets ursprung kan ha att göra med den bergshantering som förekom historiskt. Man "spjälkade" (klöv) berget. Boställena i byn uppfördes huvudsakligen i samband med laga skifte i slutet av 1800-talet. I dag (2007) finns tre året runt-hushåll och tre sommarhushåll. I mitten av 1900-talet bodde riksspelmannen Anders Lif i byn.